# Sisters (film novembre 1912)
Sisters è un cortometraggio muto del 1912 diretto da Harry Solter e interpretato da Florence Lawrence e da Owen Moore. In giugno era uscito un altro Sisters, prodotto dalla Champion Film Company e distribuito anche questo dall'Universal Film Manufacturing Company.

## Produzione
Il film fu prodotto dalla Victor Film Company, una compagnia attiva dal 1912 al 1917.

## Distribuzione
Distribuito dall'Universal Film Manufacturing Company, il film uscì nelle sale USA l'8 novembre 1912. La casa di distribuzione fu soprattutto una società di produzione, fondata da Carl Laemmle, ed era nata dalla fusione di varie piccole compagnie con la Independent Moving Pictures (IMP).